# Ansonia kraensis
Ansonia kraensis is een kikker die behoort tot de familie van de padden (Bufonidae). De soort werd voor het eerst wetenschappelijk beschreven door Masafumi Matsui, Wichase Khonsue en Jarujin Nabhitabhata in 2008.
De soort komt voor in de Landengte van Kra in Thailand, vanwaar de naam is afgeleid. De lichaamslengte van de mannetjes is ongeveer 21 mm, van de vrouwtjes 25 mm. Ze leven in de buurt van min of meer snelstromende riviertjes in heuvelachtige gebieden. De kikkervisjes leven in de stroompjes, waarbij ze zich aan rotsen vasthechten in ondiep water.